# فلورنتین استینبرگه
فلورنتین استینبرگه (انگلیسی: Florentine Steenberghe؛ زادهٔ ۱۱ نوامبر ۱۹۶۷) ورزشکار هاکی روی چمن اهل پادشاهی هلند است.
وی در مسابقات کشوری و بین‌المللی در مجموع برندهٔ ۲ مدال طلا، ۲ مدال برنز شده‌است.